# Data Display Debugger
Data Display Debugger (сокращённо DDD) — популярное свободное программное обеспечение проекта GNU (распространяемое по лицензии GNU GPL), графический интерфейс пользователя (фронт-энд/front-end) для таких утилит командной строки, как GDB, DBX, JDB, WDB, XDB, отладчик Perl, отладчик Bash, отладчик Python и отладчик GNU Make.
Используется в основном в Unix-подобных системах.
Среди функций DDD: отладка программ на языках Ада, Bash, Си, C++, Chill, Фортран, Java, Modula, Pascal, Perl и Python. Отладка на машинном уровне; гипертекстовая навигация по исходникам; брейкпойнты, обратное исполнение и история редактирования; редактор; выполнение программ в окне эмулятора терминала; отладка на удаленной машине; on-line-справка; интерактивная помощь; GDB/DBX/XDB command-line интерфейс с редактированием, историей, дополнением.